# Ligue des champions féminine de la CAF 2021
Navigation
2022
La Ligue des champions féminine de la CAF 2021 est la première édition de la plus importante compétition inter-clubs africaine de football féminin.
Les Sud-Africaines des Mamelodi Sundowns s'imposent en finale contre les Ghanéennes des Hasaacas Ladies sur le score de 2 buts à 0.

## Désignation du pays hôte
Alors que la Fédération marocaine avait annoncé que le pays accueillerait le tournoi, la CAF décide finalement d'accorder l'organisation de la compétition à l'Égypte.

## Format
Huit clubs participent à la compétition : le champion du pays hôte, le champion du dernier vainqueur de la CAN et les six clubs vainqueurs des tournois qualificatifs organisés par zones.
Ces huit équipes sont réparties en deux groupes de quatre équipes.

## Qualifications

### UNAF
Le tournoi se déroule du 24 au 30 juillet au Stade municipal de Berkane au Maroc,.
| Pays    | Club                   |
| ------- | ---------------------- |
| Algérie | Afak Relizane          |
| Maroc   | AS FAR                 |
| Tunisie | AS Banque de l'Habitat |

| Rang | Équipe        | Pts | J | G | N | P | Bp | Bc | Diff |  | Résultats     |  |     |      |
| ---- | ------------- | --- | - | - | - | - | -- | -- | ---- |  | ------------- |  | --- | ---- |
| 1    | AS FAR        | 6   | 2 | 2 | 0 | 0 | 14 | 1  | +13  |  | AS FAR        |  | 4-1 | 10-0 |
| 2    | Afak Relizane | 3   | 2 | 1 | 0 | 1 | 4  | 5  | -1   |  | Afak Relizane |  |     | 3-1  |
| 3    | ASBH          | 0   | 2 | 0 | 0 | 2 | 1  | 13 | -12  |  | ASBH          |  |     |      |

|    | Joueuse                 | Club          | Buts |
| -- | ----------------------- | ------------- | ---- |
| 1. | Ibtissam Jraidi         | AS FAR        | 6    |
| 2. | Ghizlane Chebbak        | AS FAR        | 2    |
| 2. | Naïma Bouhenni          | Afak Relizane | 2    |
| 4. | Hanane Aït El Haj       | AS FAR        | 1    |
| 4. | Najat Badri             | AS FAR        | 1    |
| 4. | Chaïma Ben Mohamed (en) | ASBH          | 1    |
| 4. | Aïcha Hamidèche         | Afak Relizane | 1    |
| 4. | Hajar Jbilou            | AS FAR        | 1    |
| 4. | Zeyneb Kendouci         | Afak Relizane | 1    |
| 4. | Noura Mouadni           | AS FAR        | 1    |
| 4. | Fatima Tagnaout         | AS FAR        | 1    |
| 4. | 1 csc                   |               | 1    |

### UFOA zone A
Le tournoi se déroule du 24 au 30 juillet au Stade Aderito Sena à São Vicente au Cap-Vert.
| Pays     | Club                |
| -------- | ------------------- |
| Cap-Vert | Seven-Stars         |
| Liberia  | Determine Girls FC  |
| Mali     | AS Mandé            |
| Sénégal  | AS Dakar Sacré-Cœur |

| Rang | Équipe          | Pts | J | G | N | P | Bp | Bc | Diff |  | Résultats       |  |     |     |     |
| ---- | --------------- | --- | - | - | - | - | -- | -- | ---- |  | --------------- |  | --- | --- | --- |
| 1    | AS Mandé        | 7   | 3 | 2 | 1 | 0 | 10 | 2  | +8   |  | AS Mandé        |  | 4-0 | 4-0 | 2-2 |
| 2    | Sacré-Cœur      | 6   | 3 | 2 | 0 | 1 | 4  | 6  | -2   |  | Sacré-Cœur      |  |     | 2-1 | 2-1 |
| 3    | Determine Girls | 3   | 3 | 1 | 0 | 2 | 3  | 6  | -3   |  | Determine Girls |  |     |     | 2-0 |
| 4    | Seven-Stars     | 1   | 3 | 0 | 1 | 2 | 3  | 6  | -3   |  | Seven-Stars     |  |     |     |     |

|    | Joueuse          | Club                | Buts |
| -- | ---------------- | ------------------- | ---- |
| 1. | Fatoumata Diarra | AS Mandé            | 4    |
| 1. | Nguenar Ndiaye   | AS Dakar Sacré-Cœur | 4    |
| 1. | Bassira Touré    | AS Mandé            | 4    |
| 4. | Irlanda Lopes    | Seven-Stars         | 2    |
| 4. | Bountou Sylla    | Determine Girls     | 2    |
| 6. | Pauline Agbotsu  | Determine Girls     | 1    |
| 6. | Korotoumou Keita | AS Mandé            | 1    |
| 6. | Lucia Semedo     | Seven-Stars         | 1    |
| 6. | Awa Traoré (en)  | AS Mandé            | 1    |

### UFOA zone B
Le tournoi se déroule du 24 juillet au 5 août au Stade Robert-Champroux à Abidjan en Côte d'Ivoire,. Dans cette zone, les deux meilleures équipes se qualifient pour le tournoi final en raison de la présence du Nigeria, champion d'Afrique en titre.
| Pays          | Club                             |
| ------------- | -------------------------------- |
| Burkina Faso  | Union Sportive des Forces Armées |
| Côte d'Ivoire | Onze Sœurs de Gagnoa             |
| Ghana         | Hasaacas Ladies FC               |
| Niger         | AS Police                        |
| Nigeria       | Rivers Angels FC                 |
| Togo          | Amis du Monde                    |

#### Groupe A
| Rang | Équipe               | Pts | J | G | N | P | Bp | Bc | Diff |  | Résultats            |  |     |     |
| ---- | -------------------- | --- | - | - | - | - | -- | -- | ---- |  | -------------------- |  | --- | --- |
| 1    | USFA                 | 6   | 2 | 2 | 0 | 0 | 3  | 1  | +2   |  | USFA                 |  | 2-1 | 1-0 |
| 2    | Amis du Monde        | 1   | 2 | 0 | 1 | 1 | 3  | 4  | -1   |  | Amis du Monde        |  |     | 2-2 |
| 3    | Onze Sœurs de Gagnoa | 1   | 2 | 0 | 1 | 1 | 2  | 3  | -1   |  | Onze Sœurs de Gagnoa |  |     |     |

#### Groupe B
| Rang | Équipe          | Pts | J | G | N | P | Bp | Bc | Diff |  | Résultats       |  |     |     |
| ---- | --------------- | --- | - | - | - | - | -- | -- | ---- |  | --------------- |  | --- | --- |
| 1    | Rivers Angels   | 6   | 2 | 2 | 0 | 0 | 7  | 0  | +7   |  | Rivers Angels   |  | 2-0 | 5-0 |
| 2    | Hasaacas Ladies | 3   | 2 | 1 | 0 | 1 | 3  | 2  | +1   |  | Hasaacas Ladies |  |     | 3-0 |
| 3    | AS Police       | 0   | 2 | 0 | 0 | 2 | 0  | 8  | -8   |  | AS Police       |  |     |     |

#### Phase finale
|  | Demi-finales     | Demi-finales     | Demi-finales     | Demi-finales     |                               |                 | Finale      | Finale      | Finale      | Finale      |
|  |                  |                  |                  |                  |                               |                 |             |             |             |             |
|  | 2 août 2021      | 2 août 2021      | 2 août 2021      | 2 août 2021      |                               |                 | 5 août 2021 | 5 août 2021 | 5 août 2021 | 5 août 2021 |
|  | USFA             | USFA             | 0                | 0                |                               |                 | 5 août 2021 | 5 août 2021 | 5 août 2021 | 5 août 2021 |
|  | USFA             | USFA             | 0                | 0                |                               |                 | 5 août 2021 | 5 août 2021 | 5 août 2021 | 5 août 2021 |
|  | Hasaacas Ladies  | Hasaacas Ladies  | 2                | 2                |                               |                 | 5 août 2021 | 5 août 2021 | 5 août 2021 | 5 août 2021 |
|  | Hasaacas Ladies  | Hasaacas Ladies  | 2                | 2                | Hasaacas Ladies               | Hasaacas Ladies | 3           | 3           |             |             |
|  | 2 août 2021      |                  |                  |                  | Hasaacas Ladies               | Hasaacas Ladies | 3           | 3           |             |             |
|  |                  |                  | Rivers Angels FC | Rivers Angels FC | 1                             | 1               |             |             |             |             |
|  | Rivers Angels FC | Rivers Angels FC | Rivers Angels FC | Rivers Angels FC | 1                             | 1               | 5           | 5           |             |             |
|  | Rivers Angels FC | Rivers Angels FC |                  |                  |                               |                 |             | 5           |             |             |
|  | Amis du Monde    | Amis du Monde    | 1                | 1                |                               |                 |             |             |             |             |
|  | Amis du Monde    | Amis du Monde    | 1                | 1                | Match pour la troisième place |                 |             |             |             |             |
|  |                  |                  |                  |                  |                               |                 |             |             |             |             |
|  | 5 août 2021      |                  |                  |                  |                               |                 |             |             |             |             |
|  | USFA             | USFA             | 0                | 0                |                               |                 |             |             |             |             |
|  | USFA             | USFA             | 0                | 0                |                               |                 |             |             |             |             |
|  | Amis du Monde    | Amis du Monde    | 2                | 2                |                               |                 |             |             |             |             |
|  | Amis du Monde    | Amis du Monde    | 2                | 2                |                               |                 |             |             |             |             |

|    | Joueuse                      | Club                 | Buts |
| -- | ---------------------------- | -------------------- | ---- |
| 1. | Maryann Ezenagu              | Rivers Angels FC     | 5    |
| 2. | Nathalie Badate              | Amis du Monde        | 2    |
| 2. | Doris Boaduwaa               | Hasaacas Ladies      | 2    |
| 2. | Vivian Ikechukwu             | Rivers Angels FC     | 2    |
| 2. | Millot Abena Pokuaa (en)     | Hasaacas Ladies      | 2    |
| 2. | Deborah Abiodun              | Rivers Angels FC     | 2    |
| 2. | Ikekhua Osaretin Oghenebrume | Rivers Angels FC     | 2    |
| 7. | Evelyn Badu                  | Hasaacas Ladies      | 1    |
| 7. | Veronica Appiah              | Hasaacas Ladies      | 1    |
| 7. | Charlotte Millogo (en)       | USFA                 | 1    |
| 7. | Priscille Kreto (en)         | Onze Sœurs de Gagnoa | 1    |
| 7. | Habiba Ouedraogo             | Onze Sœurs de Gagnoa | 1    |
| 7. | Fatoumata Tamboura           | USFA                 | 1    |
| 7. | Awissi Senyebia Tassa        | Amis du Monde        | 1    |
| 7. | Perpetual Agyekum            | Hasaacas Ladies      | 1    |
| 7. | Azumah Bugre                 | Hasaacas Ladies      | 1    |
| 7. | Koudjoukalo Sama             | Amis du Monde        | 1    |
| 7. | Rachida Aboudou              | Amis du Monde        | 1    |
| 7. | Koku Iyabo                   | Rivers Angels FC     | 1    |
| 7. | Cynthia Aku (en)             | Rivers Angels FC     | 1    |
| 7. | 2 csc                        |                      | 1    |

### UNIFFAC
Le tirage au sort du tournoi a lieu le 10 juillet 2021 sous la forme de matches aller-retour.
| Pays               | Club            |
| ------------------ | --------------- |
| Cameroun           | Louves Minproff |
| RD Congo           | FCF Amani       |
| Gabon              | Missile FC      |
| Guinée équatoriale | Malabo Kings    |

|  | Demi-finales        | Demi-finales        | Demi-finales        | Demi-finales        |              |              | Finale                       | Finale                       | Finale                       | Finale                       |
|  |                     |                     |                     |                     |              |              |                              |                              |                              |                              |
|  | 1er et 15 août 2021 | 1er et 15 août 2021 | 1er et 15 août 2021 | 1er et 15 août 2021 |              |              | 29 août et 12 septembre 2021 | 29 août et 12 septembre 2021 | 29 août et 12 septembre 2021 | 29 août et 12 septembre 2021 |
|  | Louves Minproff     | Louves Minproff     | 0                   | 0                   |              |              | 29 août et 12 septembre 2021 | 29 août et 12 septembre 2021 | 29 août et 12 septembre 2021 | 29 août et 12 septembre 2021 |
|  | Louves Minproff     | Louves Minproff     | 0                   | 0                   |              |              | 29 août et 12 septembre 2021 | 29 août et 12 septembre 2021 | 29 août et 12 septembre 2021 | 29 août et 12 septembre 2021 |
|  | Malabo Kings        | Malabo Kings        | 3                   | 1                   |              |              | 29 août et 12 septembre 2021 | 29 août et 12 septembre 2021 | 29 août et 12 septembre 2021 | 29 août et 12 septembre 2021 |
|  | Malabo Kings        | Malabo Kings        | 3                   | 1                   | Malabo Kings | Malabo Kings | 4                            | 1                            |                              |                              |
|  | 1er et 15 août 2021 |                     |                     |                     | Malabo Kings | Malabo Kings | 4                            | 1                            |                              |                              |
|  |                     |                     | FCF Amani           | FCF Amani           | 1            | 0            |                              |                              |                              |                              |
|  | Missile FC          | Missile FC          | FCF Amani           | FCF Amani           | 1            | 0            | 1                            | 1                            |                              |                              |
|  | Missile FC          | Missile FC          |                     |                     |              |              |                              | 1                            |                              |                              |
|  | FCF Amani           | FCF Amani           | 0                   | 3                   |              |              |                              |                              |                              |                              |
|  | FCF Amani           | FCF Amani           | 0                   | 3                   |              |              |                              |                              |                              |                              |

( ) = Tirs au but; [ ] = Match d'appui; ap = Après prolongation; e = Victoire grâce aux buts marqués à l'extérieur; f = Victoire par forfait
|    | Joueuse                  | Club         | Buts |
| -- | ------------------------ | ------------ | ---- |
| 1. | Stéphanie Gbogou         | Malabo Kings | 4    |
| 2. | Rose Bella               | Malabo Kings | 2    |
| 2. | Christelle Kalubi Yabadi | FCF Amani    | 2    |
| 2. | Grâce Mfwamba            | Malabo Kings | 2    |
| 5. | Nelly Betoughe           | Missile FC   | 1    |
| 5. | Marlène Kasaj            | FCF Amani    | 1    |
| 5. | Lina Mpele               | Malabo Kings | 1    |
| 5. | Nancy Ndoze Yabongo      | FCF Amani    | 1    |
| 5. | Amira Carmélia Nzé       | Missile FC   | 1    |

### CECAFA
Le tournoi se déroule à Nairobi au Kenya du 24 août au 7 septembre 2021.
| Pays          | Club                                    |
| ------------- | --------------------------------------- |
| Burundi       | PVP Buyenzi                             |
| Djibouti      | FAD Club                                |
| Érythrée      | Denden FC (licence non accordée)        |
| Éthiopie      | Commercial Bank of Ethiopia             |
| Kenya         | Vihiga Queens FC                        |
| Ouganda       | Lady Doves WFC                          |
| Rwanda        | Scandinavia WFC (forfait)               |
| Soudan        | Aldeefa Khartoum (licence non accordée) |
| Soudan du Sud | Yei Joint Stars FC                      |
| Tanzanie      | Simba Queens                            |
| Zanzibar      | New Generation                          |

Le tirage au sort des groupes a lieu le 8 juillet 2021 à Nairobi. Les neuf équipes sont réparties en trois groupes de trois.
Le club rwandais du Scandinavia WFC déclare forfait le lendemain du tirage en raison des restrictions sanitaires liées à la pandémie de Covid-19 ; le 20 aout 2021, la compétition est alors remaniée pour avoir deux groupes de quatre.

#### Groupe A
| Rang | Équipe         | Pts | J | G | N | P | Bp | Bc | Diff |  | Résultats      |  |     |     |      |
| ---- | -------------- | --- | - | - | - | - | -- | -- | ---- |  | -------------- |  | --- | --- | ---- |
| 1    | Simba Queens   | 7   | 3 | 2 | 1 | 0 | 14 | 1  | +13  |  | Simba Queens   |  | 0-0 | 4-1 | 10-0 |
| 2    | Lady Doves WFC | 7   | 3 | 2 | 1 | 0 | 8  | 0  | +8   |  | Lady Doves WFC |  |     | 3-0 | 5-0  |
| 3    | PVP Buyenzi    | 3   | 3 | 1 | 0 | 3 | 3  | 8  | -5   |  | PVP Buyenzi    |  |     |     | 2-1  |
| 4    | FAD Club       | 0   | 3 | 0 | 0 | 3 | 1  | 17 | -16  |  | FAD Club       |  |     |     |      |

#### Groupe B
| Rang | Équipe                      | Pts | J | G | N | P | Bp | Bc | Diff |  | Résultats                   |  |     |      |      |
| ---- | --------------------------- | --- | - | - | - | - | -- | -- | ---- |  | --------------------------- |  | --- | ---- | ---- |
| 1    | Commercial Bank of Ethiopia | 9   | 3 | 3 | 0 | 0 | 24 | 3  | +21  |  | Commercial Bank of Ethiopia |  | 4-2 | 10-0 | 10-1 |
| 2    | Vihiga Queens FC            | 6   | 3 | 2 | 0 | 1 | 21 | 4  | +17  |  | Vihiga Queens FC            |  |     | 11-0 | 8-0  |
| 3    | Yei Joint Stars             | 3   | 1 | 1 | 0 | 0 | 2  | 1  | +1   |  | Yei Joint Stars             |  |     |      | 2-1  |
| 4    | New Generation              | 0   | 1 | 0 | 0 | 1 | 1  | 2  | -1   |  | New Generation              |  |     |      |      |

#### Phase finale
|  | Demi-finales     | Demi-finales     | Demi-finales     | Demi-finales     |                               |                  | Finale           | Finale           | Finale           | Finale           |
|  |                  |                  |                  |                  |                               |                  |                  |                  |                  |                  |
|  | 6 septembre 2021 | 6 septembre 2021 | 6 septembre 2021 | 6 septembre 2021 |                               |                  | 9 septembre 2021 | 9 septembre 2021 | 9 septembre 2021 | 9 septembre 2021 |
|  | Simba Queens     | Simba Queens     | 1                | 1                |                               |                  | 9 septembre 2021 | 9 septembre 2021 | 9 septembre 2021 | 9 septembre 2021 |
|  | Simba Queens     | Simba Queens     | 1                | 1                |                               |                  | 9 septembre 2021 | 9 septembre 2021 | 9 septembre 2021 | 9 septembre 2021 |
|  | Vihiga Queens FC | Vihiga Queens FC | 2                | 2                |                               |                  | 9 septembre 2021 | 9 septembre 2021 | 9 septembre 2021 | 9 septembre 2021 |
|  | Vihiga Queens FC | Vihiga Queens FC | 2                | 2                | Vihiga Queens FC              | Vihiga Queens FC | 2                | 2                |                  |                  |
|  | 6 septembre 2021 |                  |                  |                  | Vihiga Queens FC              | Vihiga Queens FC | 2                | 2                |                  |                  |
|  |                  |                  | Commercial Bank  | Commercial Bank  | 1                             | 1                |                  |                  |                  |                  |
|  | Commercial Bank  | Commercial Bank  | Commercial Bank  | Commercial Bank  | 1                             | 1                | 1 (5)            | 1 (5)            |                  |                  |
|  | Commercial Bank  | Commercial Bank  |                  |                  |                               |                  |                  | 1 (5)            |                  |                  |
|  | Lady Doves       | Lady Doves       | 1 (3)            | 1 (3)            |                               |                  |                  |                  |                  |                  |
|  | Lady Doves       | Lady Doves       | 1 (3)            | 1 (3)            | Match pour la troisième place |                  |                  |                  |                  |                  |
|  |                  |                  |                  |                  |                               |                  |                  |                  |                  |                  |
|  | 9 septembre 2021 |                  |                  |                  |                               |                  |                  |                  |                  |                  |
|  | Simba Queens     | Simba Queens     | 1                | 1                |                               |                  |                  |                  |                  |                  |
|  | Simba Queens     | Simba Queens     | 1                | 1                |                               |                  |                  |                  |                  |                  |
|  | Lady Doves       | Lady Doves       | 2                | 2                |                               |                  |                  |                  |                  |                  |
|  | Lady Doves       | Lady Doves       | 2                | 2                |                               |                  |                  |                  |                  |                  |

|     | Joueuse                    | Club                        | Buts |
| --- | -------------------------- | --------------------------- | ---- |
| 1.  | Loza Abera                 | Commercial Bank of Ethiopia | 13   |
| 2.  | Medina Awol                | Commercial Bank of Ethiopia | 8    |
| 3.  | Jentrix Shikangwa          | Vihiga Queens FC            | 7    |
| 4.  | Maurine Achieng            | Vihiga Queens FC            | 6    |
| 5.  | Flavine Mawete             | Simba Queens                | 5    |
| 5.  | Fazila Ikwaput (en)        | Lady Doves                  | 5    |
| 5.  | Terry Engesha              | Vihiga Queens FC            | 5    |
| 8.  | Violet Wanyonyi            | Vihiga Queens FC            | 4    |
| 9.  | Aisha Nnunka               | Simba Queens                | 3    |
| 9.  | Asha Djafari (en)          | Simba Queens                | 3    |
| 9.  | Opah Clement               | Simba Queens                | 3    |
| 9.  | Nicole Rehema              | PVP Buyenzi                 | 3    |
| 13. | Tseganesh Yesus            | Commercial Bank of Ethiopia | 2    |
| 13. | Spencer Nakacwa (en)       | Lady Doves                  | 2    |
| 15. | 13 autres joueuses + 2 csc | 13 autres joueuses + 2 csc  | 1    |

### COSAFA
Les huit équipes sont réparties en deux groupes de quatre. Les deux premiers de chaque groupe se qualifient pour les demi-finales. Le tirage au sort a lieu le 29 juillet et le tournoi se déroule du 26 août au 31 août en Afrique du Sud.
| Pays           | Club                                |
| -------------- | ----------------------------------- |
| Afrique du Sud | Mamelodi Sundowns                   |
| Botswana       | Double Action                       |
| Eswatini       | Manzini Wanderers                   |
| Lesotho        | Lesotho Defense Force               |
| Mozambique     | Costa do Sol (licence non accordée) |
| Namibie        | Tura Magic                          |
| Zambie         | Green Buffaloes                     |
| Zimbabwe       | Black Rhinos Queens                 |

#### Groupe A
| Rang | Équipe                | Pts | J | G | N | P | Bp | Bc | Diff |  | Résultats             |  |     |     |     |
| ---- | --------------------- | --- | - | - | - | - | -- | -- | ---- |  | --------------------- |  | --- | --- | --- |
| 1    | Mamelodi Sundowns     | 9   | 3 | 3 | 0 | 0 | 18 | 1  | +17  |  | Mamelodi Sundowns     |  | 6-0 | 6-1 | 6-0 |
| 2    | Double Action         | 6   | 3 | 2 | 0 | 1 | 9  | 6  | +3   |  | Double Action         |  |     | 3-0 | 6-0 |
| 3    | Manzini Wanderers     | 1   | 3 | 0 | 1 | 2 | 2  | 10 | -8   |  | Manzini Wanderers     |  |     |     | 1-1 |
| 4    | Lesotho Defense Force | 1   | 3 | 0 | 1 | 2 | 1  | 13 | -12  |  | Lesotho Defense Force |  |     |     |     |

#### Groupe B
| Rang | Équipe              | Pts | J | G | N | P | Bp | Bc | Diff |  | Résultats           |  |     |     |
| ---- | ------------------- | --- | - | - | - | - | -- | -- | ---- |  | ------------------- |  | --- | --- |
| 1    | Black Rhinos Queens | 6   | 2 | 2 | 0 | 0 | 5  | 0  | +5   |  | Black Rhinos Queens |  | 2-0 | 3-0 |
| 2    | Green Buffaloes     | 3   | 2 | 1 | 0 | 1 | 1  | 2  | -1   |  | Green Buffaloes     |  |     | 1-0 |
| 3    | Tura Magic          | 0   | 2 | 0 | 0 | 2 | 0  | 4  | -4   |  | Tura Magic          |  |     |     |

#### Phase finale
|  | Demi-finales        | Demi-finales        | Demi-finales      | Demi-finales      |                     |                     | Finale           | Finale           | Finale           | Finale           |
|  |                     |                     |                   |                   |                     |                     |                  |                  |                  |                  |
|  | 2 septembre 2021    | 2 septembre 2021    | 2 septembre 2021  | 2 septembre 2021  |                     |                     | 4 septembre 2021 | 4 septembre 2021 | 4 septembre 2021 | 4 septembre 2021 |
|  | Black Rhinos Queens | Black Rhinos Queens | 2                 | 2                 |                     |                     | 4 septembre 2021 | 4 septembre 2021 | 4 septembre 2021 | 4 septembre 2021 |
|  | Black Rhinos Queens | Black Rhinos Queens | 2                 | 2                 |                     |                     | 4 septembre 2021 | 4 septembre 2021 | 4 septembre 2021 | 4 septembre 2021 |
|  | Double Action       | Double Action       | 0                 | 0                 |                     |                     | 4 septembre 2021 | 4 septembre 2021 | 4 septembre 2021 | 4 septembre 2021 |
|  | Double Action       | Double Action       | 0                 | 0                 | Black Rhinos Queens | Black Rhinos Queens | 0                | 0                |                  |                  |
|  | 2 septembre 2021    |                     |                   |                   | Black Rhinos Queens | Black Rhinos Queens | 0                | 0                |                  |                  |
|  |                     |                     | Mamelodi Sundowns | Mamelodi Sundowns | 3                   | 3                   |                  |                  |                  |                  |
|  | Mamelodi Sundowns   | Mamelodi Sundowns   | Mamelodi Sundowns | Mamelodi Sundowns | 3                   | 3                   | 1                | 1                |                  |                  |
|  | Mamelodi Sundowns   | Mamelodi Sundowns   |                   |                   |                     |                     |                  | 1                |                  |                  |
|  | Green Buffaloes     | Green Buffaloes     | 0                 | 0                 |                     |                     |                  |                  |                  |                  |
|  | Green Buffaloes     | Green Buffaloes     | 0                 | 0                 |                     |                     |                  |                  |                  |                  |

|     | Joueuse                | Club                | Buts |
| --- | ---------------------- | ------------------- | ---- |
| 1.  | Melinda Kgadiete       | Mamelodi Sundowns   | 5    |
| 2.  | Andisiwe Mgcoyi        | Mamelodi Sundowns   | 4    |
| 3.  | Lelona Daweti          | Mamelodi Sundowns   | 3    |
| 3.  | Lesego Radiakanyo (en) | Double Action       | 3    |
| 5.  | Chantel Esau           | Mamelodi Sundowns   | 2    |
| 5.  | Christobel Katona (ha) | Black Rhinos Queens | 2    |
| 5.  | Rutendo Makore         | Black Rhinos Queens | 2    |
| 5.  | Gaonyadiwe Ontlametse  | Double Action       | 2    |
| 5.  | Marjory Nyaumwe        | Black Rhinos Queens | 2    |
| 5.  | Boitumelo Rabale       | Mamelodi Sundowns   | 2    |
| 5.  | Nomvula Sanga          | Manzini Wanderers   | 2    |
| 12. | 12 autres joueuses     | 12 autres joueuses  | 1    |

## Phase finale
La phase finale se déroule en Égypte du 5 au 19 novembre 2021.
Le stade du 30 Juin et le Stade Al Salam sont les stades cairotes accueillant la compétition.
Huit équipes sont divisées en deux groupes et s'affrontent les unes les autres une fois. Les deux premiers de chaque groupe se qualifient pour les demi-finales.
Le tirage au sort a lieu le 29 septembre 2021 au Caire.

### Participants
| Zone    | Pays               | Club                 |
| ------- | ------------------ | -------------------- |
| UNAF    | Égypte             | Wadi Degla SC (hôte) |
| UNAF    | Maroc              | AS FAR               |
| UFOA A  | Mali               | AS Mandé             |
| UFOA B  | Ghana              | Hasaacas Ladies FC   |
| UFOA B  | Nigeria            | Rivers Angels FC     |
| UNIFFAC | Guinée équatoriale | Malabo Kings         |
| CECAFA  | Kenya              | Vihiga Queens        |
| COSAFA  | Afrique du Sud     | Mamelodi Sundowns    |

#### Critères de départage
Selon l'article 71.1 du règlement de la compétition, en cas d’égalité de points de deux équipes à l'issue des matches de groupe, les critères suivants sont appliqués dans l'ordre indiqué pour établir leur classement :
1. plus grand nombre de points obtenus dans les matches de groupe disputés entre les équipes concernées ;
2. meilleure différence de buts dans tous les matches du groupe ;
3. plus grand nombre de buts marqués dans tous les matches du groupe ;
4. tirage au sort effectué par la Commission d'organisation.

Selon l'article 71.2 du règlement de la compétition, en cas d’égalité de points de plus de deux équipes à l'issue des matches de groupe, les critères suivants sont appliqués dans l'ordre indiqué pour établir leur classement :
1. plus grand nombre de points obtenus dans les matches de groupe disputés entre les équipes concernées ;
2. meilleure différence de buts dans les matches du groupe disputés entre les équipes concernées ;
3. plus grand nombre de buts marqués dans les matches du groupe disputés entre les équipes concernées ;
4. si, après l’application des critères 1 à 3, plusieurs équipes sont toujours à égalité, les critères 1 à 3 sont à nouveau appliqués exclusivement aux matches entre les équipes concernées afin de déterminer leur classement final. Si cette procédure ne donne pas de résultat, les critères 5 à 7 s’appliquent ;
5. meilleure différence de buts dans tous les matches du groupe ;
6. plus grand nombre de buts marqués dans tous les matches du groupe ;
7. tirage au sort effectué par la Commission d'organisation.

### Groupe A
| Rang | Équipe             | Pts | J | G | N | P | Bp | Bc | Diff |  | Résultats          |  |     |     |     |
| ---- | ------------------ | --- | - | - | - | - | -- | -- | ---- |  | ------------------ |  | --- | --- | --- |
| 1    | Hasaacas Ladies FC | 7   | 3 | 2 | 1 | 0 | 8  | 3  | +5   |  | Hasaacas Ladies FC |  | 3-1 | 2-2 | 3-0 |
| 2    | Malabo Kings       | 4   | 3 | 1 | 1 | 1 | 5  | 4  | +1   |  | Malabo Kings       |  |     | 3-0 | 1-1 |
| 3    | Wadi Degla SC      | 4   | 3 | 1 | 1 | 1 | 5  | 6  | -1   |  | Wadi Degla SC      |  |     |     | 3-1 |
| 4    | AS Mandé           | 1   | 3 | 0 | 1 | 2 | 2  | 7  | -5   |  | AS Mandé           |  |     |     |     |

### Groupe B
| Rang | Équipe            | Pts | J | G | N | P | Bp | Bc | Diff |  | Résultats         |  |     |     |     |
| ---- | ----------------- | --- | - | - | - | - | -- | -- | ---- |  | ----------------- |  | --- | --- | --- |
| 1    | Mamelodi Sundowns | 7   | 3 | 2 | 1 | 0 | 2  | 0  | +2   |  | Mamelodi Sundowns |  | 0-0 | 1-0 | 1-0 |
| 2    | AS FAR            | 4   | 3 | 1 | 1 | 1 | 3  | 2  | +1   |  | AS FAR            |  |     | 3-0 | 0-2 |
| 3    | Rivers Angels FC  | 3   | 3 | 1 | 0 | 2 | 4  | 4  | 0    |  | Rivers Angels FC  |  |     |     | 4-0 |
| 4    | Vihiga Queens     | 3   | 3 | 1 | 0 | 2 | 2  | 5  | -3   |  | Vihiga Queens     |  |     |     |     |

### Phase à élimination directe
|  | Demi-finales       | Demi-finales       | Demi-finales      | Demi-finales      |                               |                    | Finale           | Finale           | Finale           | Finale           |
|  |                    |                    |                   |                   |                               |                    |                  |                  |                  |                  |
|  | 15 novembre 2021   | 15 novembre 2021   | 15 novembre 2021  | 15 novembre 2021  |                               |                    | 19 novembre 2021 | 19 novembre 2021 | 19 novembre 2021 | 19 novembre 2021 |
|  | Hasaacas Ladies FC | Hasaacas Ladies FC | 2                 | 2                 |                               |                    | 19 novembre 2021 | 19 novembre 2021 | 19 novembre 2021 | 19 novembre 2021 |
|  | Hasaacas Ladies FC | Hasaacas Ladies FC | 2                 | 2                 |                               |                    | 19 novembre 2021 | 19 novembre 2021 | 19 novembre 2021 | 19 novembre 2021 |
|  | AS FAR             | AS FAR             | 1                 | 1                 |                               |                    | 19 novembre 2021 | 19 novembre 2021 | 19 novembre 2021 | 19 novembre 2021 |
|  | AS FAR             | AS FAR             | 1                 | 1                 | Hasaacas Ladies FC            | Hasaacas Ladies FC | 0                | 0                |                  |                  |
|  | 15 novembre 2021   |                    |                   |                   | Hasaacas Ladies FC            | Hasaacas Ladies FC | 0                | 0                |                  |                  |
|  |                    |                    | Mamelodi Sundowns | Mamelodi Sundowns | 2                             | 2                  |                  |                  |                  |                  |
|  | Mamelodi Sundowns  | Mamelodi Sundowns  | Mamelodi Sundowns | Mamelodi Sundowns | 2                             | 2                  | 0 (5)            | 0 (5)            |                  |                  |
|  | Mamelodi Sundowns  | Mamelodi Sundowns  |                   |                   |                               |                    |                  | 0 (5)            |                  |                  |
|  | Malabo Kings       | Malabo Kings       | 0 (4)             | 0 (4)             |                               |                    |                  |                  |                  |                  |
|  | Malabo Kings       | Malabo Kings       | 0 (4)             | 0 (4)             | Match pour la troisième place |                    |                  |                  |                  |                  |
|  |                    |                    |                   |                   |                               |                    |                  |                  |                  |                  |
|  | 18 novembre 2021   |                    |                   |                   |                               |                    |                  |                  |                  |                  |
|  | AS FAR             | AS FAR             | 3                 | 3                 |                               |                    |                  |                  |                  |                  |
|  | AS FAR             | AS FAR             | 3                 | 3                 |                               |                    |                  |                  |                  |                  |
|  | Malabo Kings       | Malabo Kings       | 1                 | 1                 |                               |                    |                  |                  |                  |                  |
|  | Malabo Kings       | Malabo Kings       | 1                 | 1                 |                               |                    |                  |                  |                  |                  |

#### Demi-finales
| 15 novembre 2021 | Hasaacas Ladies         | 2–1   | AS FAR    | Stade du 30 Juin, Le Caire                               |                                                          |
| 17 h 00 UTC+2    | Boaduwaa 36e · Badu 76e | (1–1) | 45e Badri | Spectateurs : 0 (huis clos) Arbitrage : Salma Mukansanga | Spectateurs : 0 (huis clos) Arbitrage : Salma Mukansanga |
| 17 h 00 UTC+2    | Rapport                 |       |           | Spectateurs : 0 (huis clos) Arbitrage : Salma Mukansanga | Spectateurs : 0 (huis clos) Arbitrage : Salma Mukansanga |

| 15 novembre 2021 | Mamelodi Sundowns                                 | 0–0 ap          | Malabo Kings                                        | Stade Al Salam, Le Caire                                 |                                                          |
| 20 h 00 UTC+2    |                                                   | (0–0, 0–0, 0–0) |                                                     | Spectateurs : 0 (huis clos) Arbitrage : Bouchra Karboubi | Spectateurs : 0 (huis clos) Arbitrage : Bouchra Karboubi |
| 20 h 00 UTC+2    | Rapport                                           |                 |                                                     | Spectateurs : 0 (huis clos) Arbitrage : Bouchra Karboubi | Spectateurs : 0 (huis clos) Arbitrage : Bouchra Karboubi |
| 20 h 00 UTC+2    | Nhlapo · Mbane · Kgasago · Mthandi · Esau · Thusi | Tirs au but 5–4 | Bella · Bokoka · Nke · Muriel Linda · Baita · Fanta | Spectateurs : 0 (huis clos) Arbitrage : Bouchra Karboubi | Spectateurs : 0 (huis clos) Arbitrage : Bouchra Karboubi |

#### Match pour la troisième place
| 18 novembre 2021 | AS FAR                           | 3–1   | Malabo Kings      | Stade du 30 Juin, Le Caire                                        |                                                                   |
| 19 h 00 UTC+2    | Tagnaout 10e · Chebbak 61e 90+2e | (1–0) | 50e Carol Carioca | Spectateurs : 0 (huis clos) Arbitrage : Vincentia Enyonam Amedume | Spectateurs : 0 (huis clos) Arbitrage : Vincentia Enyonam Amedume |
| 19 h 00 UTC+2    | Rapport                          |       |                   | Spectateurs : 0 (huis clos) Arbitrage : Vincentia Enyonam Amedume | Spectateurs : 0 (huis clos) Arbitrage : Vincentia Enyonam Amedume |

#### Finale
| 19 novembre 2021 | Hasaacas Ladies | 0–2     | Mamelodi Sundowns       | Stade du 30 Juin, Le Caire                                  |                                                             |
| 19 h 00 UTC+2    |                 | (0–1)   | 33e Morifi · 65e Mgcoyi | Spectateurs : 0 (huis clos) Arbitrage : Lidya Tafesse Abebe | Spectateurs : 0 (huis clos) Arbitrage : Lidya Tafesse Abebe |
| 19 h 00 UTC+2    |                 | Rapport | 90+4e Mogolola          | Spectateurs : 0 (huis clos) Arbitrage : Lidya Tafesse Abebe | Spectateurs : 0 (huis clos) Arbitrage : Lidya Tafesse Abebe |

### Statistiques individuelles
Sources,.
|    | Joueuse                      | Club              | Buts |
| -- | ---------------------------- | ----------------- | ---- |
| 1. | Evelyn Badu                  | Hasaacas Ladies   | 5    |
| 2. | Stéphanie Gbogou             | Malabo Kings      | 3    |
| 2. | Sanaâ Mssoudy                | AS FAR            | 3    |
| 4. | Noha El Solh                 | Wadi Degla SC     | 2    |
| 4. | Perpetual Agyekum            | Hasaacas Ladies   | 2    |
| 4. | Jasmín Theresa Zachwieja     | Wadi Degla SC     | 2    |
| 4. | Vivian Ikechukwu             | Rivers Angels     | 2    |
| 4. | Ghizlane Chebbak             | AS FAR            | 2    |
| 9. | Faustina Aidoo Nyame         | Hasaacas Ladies   | 1    |
| 9. | Veronica Appiah              | Hasaacas Ladies   | 1    |
| 9. | Najat Badri                  | AS FAR            | 1    |
| 9. | Grâce Mfwamba                | Malabo Kings      | 1    |
| 9. | Fatumata Dukureh             | Wadi Degla SC     | 1    |
| 9. | Melinda Kgadiete             | Mamelodi Sundowns | 1    |
| 9. | Oluwadamilola Koku (lt)      | Rivers Angels     | 1    |
| 9. | Muriellynda Mendoua Abossolo | Malabo Kings      | 1    |
| 9. | Gift Monday                  | Rivers Angels     | 1    |
| 9. | Zanele Nhlapo                | Mamelodi Sundowns | 1    |
| 9. | Jentrix Shikangwa            | Vihiga Queens     | 1    |
| 9. | Bassira Touré                | AS Mandé          | 1    |
| 9. | Awa Traoré (en)              | AS Mandé          | 1    |
| 9. | Violet Wanyonyi              | Vihiga Queens     | 1    |
| 9. | Fatima Tagnaout              | AS FAR            | 1    |
| 9. | Carol Carioca (en)           | Malabo Kings      | 1    |
| 9. | Chuene Morifi                | Mamelodi Sundowns | 1    |
| 9. | Andisiwe Mgcoyi              | Mamelodi Sundowns | 1    |

### Récompenses
- Meilleure joueuse :  Evelyn Badu[22]
- Meilleure buteuse :  Evelyn Badu[22]
- Meilleure gardienne :  Andile Dlamini[22]

| Gardienne      | Défenseures                                                 | Milieux                                          | Attaquantes                                  |
| -------------- | ----------------------------------------------------------- | ------------------------------------------------ | -------------------------------------------- |
| Andile Dlamini | Janet Eygir Zanele Nhlapo Perpetual Agyekum Bambanani Mbane | Fatima Zahra Dahmos Ghizlane Chebbak Evelyn Badu | Fatima Tagnaout Doris Boaduwaa Sanaâ Mssoudy |